# Kuan Im Teng
Kuan Im Teng (xinès: 觀音亭; pe̍h-ōe-jī: Koan-im-têng) o Kong Hock Keong, és un temple xinès de la ciutat de George Town, a Malàisia. Situat al carrer Jalan Masjid Kapitan Kelin, es va construir per primera vegada el 1728, essent el temple taoista més antic de l'illa de Penang.
El temple està dedicat a la bodhisattva i deessa de la misericòrdia Guanyin. Tanmateix, es va construir originàriament per al culte a Mazu, una deïtat del mar en la mitologia xinesa. Després de la migració de xinesos a George Town arran de la fundació de l'assentament el 1786, el temple va passar a ser dedicat a Guanyin el 1800, a la vegada que va començar a funcionar com a lloc de mediació entre les comunitats rivals cantoneses i hokkienes.
Tot i que les funcions més seculars del temple depenen des de llavors de l'Ajuntament de Penang, encara conserva la seva importància religiosa i segueix essent popular entre la població local d'ascendència xinesa. És també un lloc important durant les festivitats xineses, com ara les festes anuals de Guanyin i l'aniversari de l'Emperador de Jade, que atrau devots de tot el sud-est asiàtic.

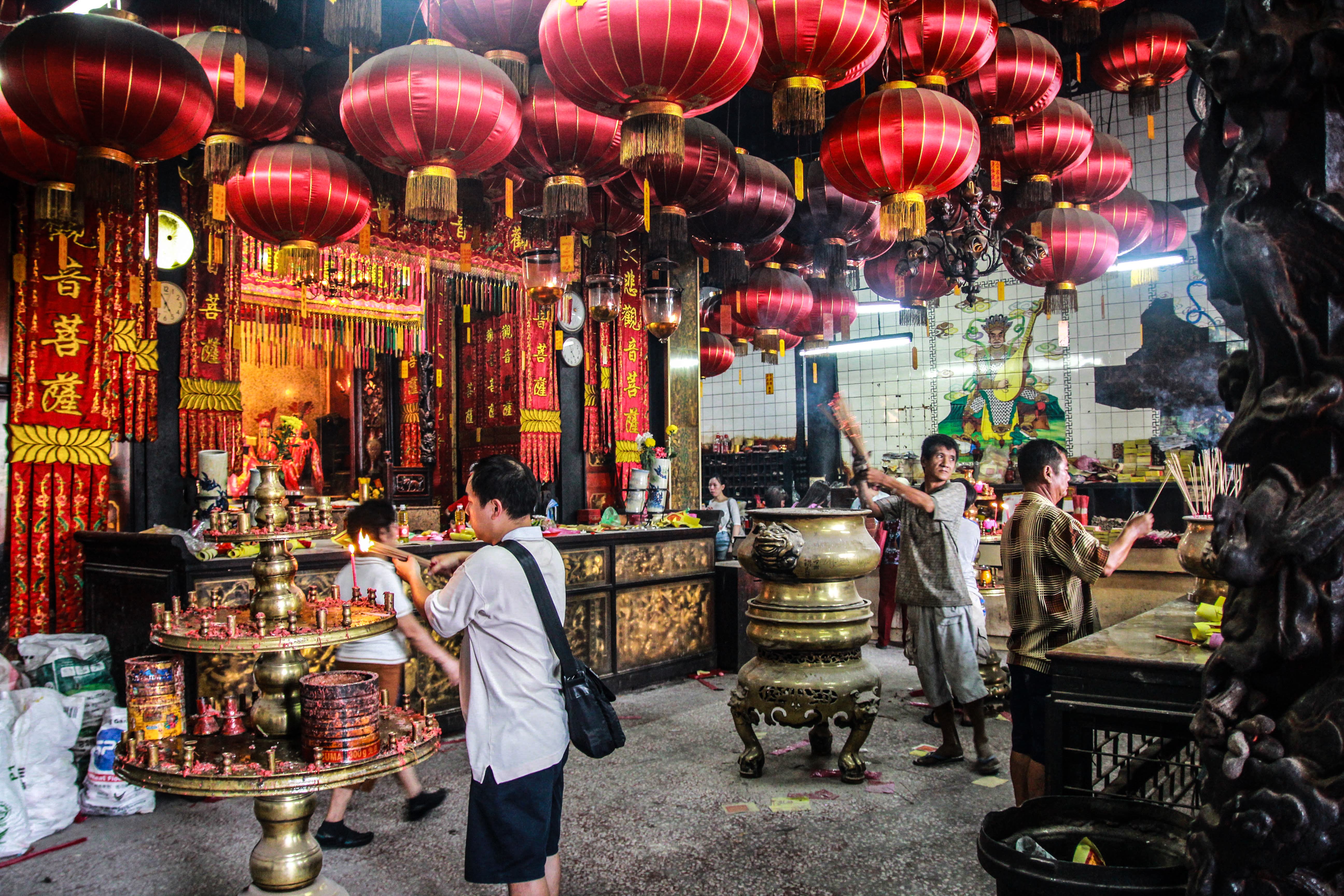
Interior del temple

Kuan Im Teng és una mostra d'arquitectura xinesa, té grans teulades i portes gegantines ornamentades amb pintures de divinitats taoistes i budistes. Els pilars entrellaçats amb un drac xinès suporten el sostre alt, que està decorat també amb figures de dracs. El temple té al davant un gran pati que dona al carrer Jalan Masjid Kapitan Kelin a l'est. Va ser construït segons els principis del fengshui i té tres pous: un a la dreta del santuari principal, un altre al pati davanter i el tercer amagat sota l'altar major de Guanyin. El pou del pati és d'ús públic, mentre que el del costat del santuari principal està reservat als monjos. La llegenda urbana afirma que l'aigua del pou ocult té propietats medicinals.

## Història
El temple va ser fundat l'any 1728. Construït amb un cost de 4.000 rals de vuit, estava dedicat a Mazu, una deessa del mar adorada pels hokkiens com a ens protector. En aquell temps l'illa de Penang estava poc poblada i el temple, construït pels mariners hokkiens, es trobava més a prop del mar. El temple va ser renovat l'any 1800 i la deïtat principal del temple va ser canviada de Mazu a Guanyin. Altres deïtats xineses, com Guan Yu i Tua Pek Kong, també es van afegir al temple, reflectint la diversitat de la comunitat xinesa de George Town del moment. El temple va començar a tenir un paper de lloc de mediació en les disputes cada cop més freqüents entre els hokkiens i els cantonesos. En els seus primers anys estava dirigit per un comitè format per igual nombre dels dos grups ètnics i el temple va servir com a consell i tribunal per a la comunitat xinesa de Penang fins a mitjans del segle xix.
L'empitjorament del conflicte entre els diferents grups ètnics xinesos a George Town, que va culminar amb els disturbis de Penang de 1867, va portar finalment a l'establiment de l'Ajuntament xinès de Penang el 1881 i el temple va assumir un rol més secular. Es considera que el temple posseeix qualitats màgiques ja que ha sobreviscut a diversos atacs des del 1728. Per exemple, el temple va romandre indemne quan l'Exèrcit Imperial Japonès va bombardejar i envair Penang el desembre de 1941, i ha sobreviscut a un grapat d'altres atacs abans i durant la dècada del 1960. El temple va ser renovat per darrera vegada entre 2012 i 2017.